# Giacomo d'Itro
Giacomo d'Itro, dit le cardinal d'Itri ou le cardinal d'Otrante (né à Itri  dans le Latium, Italie, et mort à Avignon le 30 mars 1393) est un pseudocardinal italien du XIVe siècle créé par l'antipape d'Avignon Clément VII . 

## Biographie
Giacomo d’Itro est nommé évêque d'Ischia vers 1358 et est transféré à Martirano en 1359. En 1363 il est promu archevêque d'Otrante et en 1367 nommé légat à Naples et enfin, en 1376 nommé patriarche latin de Constantinople. 
Au début, il accepte la nomination du pape Urbain VI, mais il va à Anagni, où il joint l'obédience d'Avignon. L'antipape Clément VII le crée cardinal lors du consistoire du 18 décembre 1378. Le pseudo-cardinal est emprisonné à Naples par Charles de Durazzo, libéré, mais emprisonné de nouveau dans plusieurs prisons de Sicile en compagnie du cardinal Leonardo Rossi da Giffoni jusqu'en 1386. 